# Lijst van Stolpersteine in Terschelling

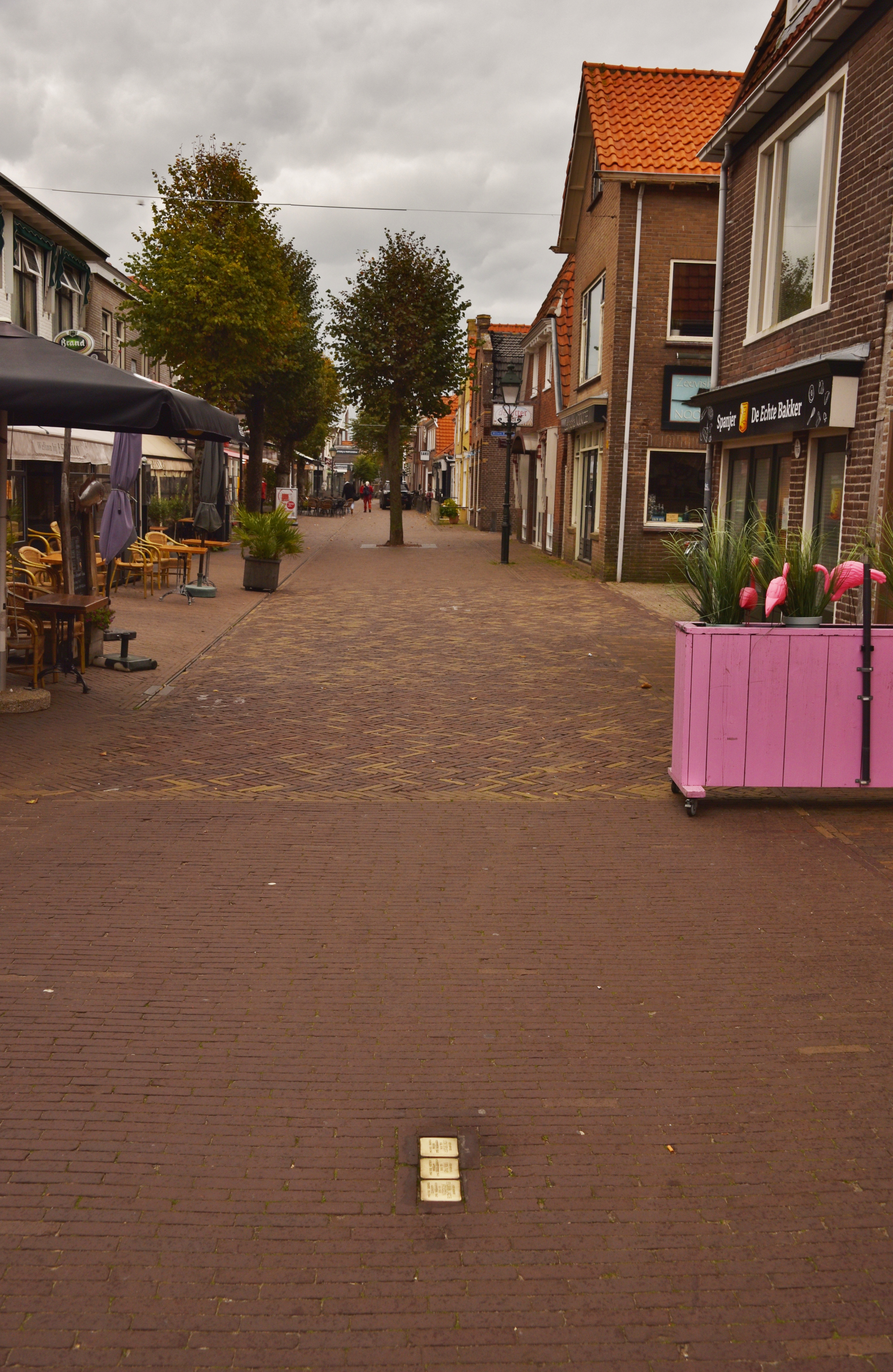
Stolpersteine in West-Terschelling

De lijst van Stolpersteine in Terschelling geeft een overzicht van de gedenkstenen die in de gemeente Terschelling in de Nederlandse provincie Friesland zijn geplaatst in het kader van het Stolpersteine-project van de Duitse beeldhouwer-kunstenaar Gunter Demnig.
Stolpersteine zijn opgedragen aan slachtoffers van het nationaalsocialisme, al diegenen die zijn vervolgd, gedeporteerd, vermoord, gedwongen te emigreren of tot zelfmoord gedreven door het nazi-regime. Demnig legt voor elk slachtoffer een aparte steen, meestal voor de laatste zelfgekozen woning.
Omdat het Stolpersteine-project doorloopt, kan deze lijst onvolledig zijn.

## Stolpersteine
In West-Terschelling liggen drie Stolpersteine.

### West-Terschelling
| Stolperstein | Inscriptie                                                                                    | Adres                           | Biografie                                        |
| ------------ | --------------------------------------------------------------------------------------------- | ------------------------------- | ------------------------------------------------ |
|              | HIER WOONDE BENJAMIN JACOB KRÖNSTEIN GEB. 1922 GEDEPORTEERD 1942 AUSCHWITZ VERMOORD 31.3.1944 | West-Terschelling, Boomstraat 1 | Benjamin Jacob Krönstein, ook Bennie (1922-1944) |
|              | HIER WOONDE SARA PAIS GEB. 1891 GEDWONGEN VERTREK 1942 AMSTERDAM OVERLEDEN 28.3.1943          | West-Terschelling, Boomstraat 1 | Sara Pais, ook Saartje (1891-1943)               |
|              | HIER WOONDE JUDIK SPIJER GEB. 1866 GEDEPORTEERD 1942 SOBIBOR VERMOORD 21.5.1943               | West-Terschelling, Boomstraat 1 | Judik Spijer, ook Saartje (1866-1943)            |

## Data van plaatsingen
- 4 mei 2021: West-Terschelling, drie Stolpersteine bij Boomstraat 1